# 鄧良
鄧 良（とう りょう、生没年不詳）は、中国後漢末期から三国時代の政治家。荊州南陽郡新野県（現在の河南省南陽市新野県）の出身。光武帝の功臣鄧禹の末裔。父は鄧芝。

## 経歴
父の鄧芝は車騎将軍まで昇ったが、利殖を図ることをしなかったため妻子は飢えや寒さを免れず、延熙14年（251年）に亡くなると家に余財は残っていなかった。
鄧良は父の爵位・陽武亭侯を継承し、景耀年間（258年-263年）に尚書左選郎となった。
炎興元年（263年）、諸葛瞻らが敗死すると、劉禅は譙周の策により降伏を選び、侍中・張紹と駙馬都尉・鄧良に印綬と文書を持たせて雒県にいた鄧艾のもとに派遣した。鄧艾は降伏文を得ると大喜びして、二人に返書を持たせて帰還させた。
西晋でも引き続き用いられ、父と同じ広漢太守に任命された。しかし、老母の世話のため「兄弟がおらず、遠郡を授かれば帰るのも非常に難しくなります」と訴えたが却下された。